# Veurne (okręg)
Veurne (nld. Arrondissement Veurne, fr. Arrondissement administratif de Furnes, niem. Bezirk Veurne) – okręg w północnej Belgii, w Regionie Flamandzkim, w prowincji Flandria Zachodnia.  

## Podział administracyjny
Okręg podzielony jest na pięć gmin (nld. gemeente, fr. commmune, niem. Gemeinde), w skład których wchodzą 23 dzielnice (deelgemeente)
| - Alveringem - Beveren aan de IJzer (Beveren-sur-l'Yser) - Gijverinkhove - Hoogstade - Izenberge - Leisele - Oeren - Sint-Rijkers (Saint-Riquiers) - Stavele - De Panne (La Panne) - Adinkerke (Adinkerque) - Koksijde (Coxyde) - Oostduinkerke (Ostdunkerque) - Wulpen - Nieuwpoort (Nieuport), miasto - Ramskapelle (Ramscapelle) - Sint-Joris (Saint-Georges) - Veurne (Furnes), miasto - Avekapelle (Avecappelle) - Booitshoeke (Boitshoucke) - Bulskamp - De Moeren (Les Moëres) - Eggewaartskapelle (Eggewaerts-Capelle) - Houtem (Houthem) - Steenkerke - Vinkem - Wulveringem - Zoutenaaie (Zoutenaye) |